# 마에다 가즈야 (1984년)
마에다 가즈야(일본어: 前田 和也, 1984년 1월 8일 ~ )는 일본의 전 축구 선수이다.

## 구단 경력
FC 도쿄, 몬테디오 야마가타, 도치기 우바에서 활동하였다.